# José Miracca
José Leon Miracca (23 settembre 1903 – ...) è stato un calciatore paraguaiano, di ruolo difensore.

## Biografia
Partecipò con il Paraguay al Mondiale di calcio del 1930.